# Martia Regina
Martia Regina Quintus Martius Rex consul testvére, Caius Iulius Caesar felesége, így a Iulius–Claudius-dinasztia ősanyja. Életéről adat nem maradt fenn, de Rómában született és halt meg ismeretlen időpontban.
Utódai révén a római történelem fontos alakjai közé emelkedett. Gyermekei Caius Iulius Caesar, Sextus Iulius Caesar és Iulia Caesaris.